# 一宮神社 (德島市)
一宮神社（日语：／ Ichinomiya-jinja */?）是日本德島縣德島市一宮町西丁的神社，社格是式內大社（論社）、阿波國一宮和縣社，祭神是大宜都比賣命和天石門別八倉比賣命，別當寺是大日寺。氏子方面，根據《府縣鄉社明治神社誌料》記載是750戶，《神社名鑑》和《全國神社名鑒》則指是一千戶。文化財方面，神社作為「一宮神社和一宮城跡」的一部分獲認定為德島市民遺產，本殿以及九塊棟札是重要文化財，由神社管理的一宮城則是德島縣指定文化財。

## 位置與名稱
神社位於一宮町西部，西丁的鮎喰川以南。根據《阿波志》記載，神社是上一宮大粟神社的別廟，稱為下一宮，原本位於鬼籠野，其後遷移至一宮山上明神峰，天正年間（1573年至1592年）再遷移至北面的山麓。行政區劃方面，神社原屬阿波國名方郡埴土鄉，後為名東郡、以西郡一宮村、名東郡一宮村和上八萬村。名稱方面，神社從上一宮大粟神社分靈而建立後稱為下一宮，在《寬保改神社帳》稱為一宮大明神，在當地則稱為一之宮。

## 歷史
久安2年7月11日（1146年8月19日），根據《愚昧記》仁安2年（1167年）冬卷裏文書的《河人成俊等問注申詞記》記載有「一宮司」，因此神社在這之前已從上一宮大粟神社分靈，小笠原長宗在延元3年（1338年，建武5年或曆應元年）興建一宮城時將神社勸請至附近，並且改姓一宮氏，也有說法認為神社是式內大社天石門別八倉比賣神社。承和8年8月21日（841年9月9日），根據《續日本後紀》記載，天石門別八倉比賣神社從正八位上升至從五位下。貞觀7年2月27日（865年3月28日），根據《日本三代實錄》記載，神社從正五位下升至從四位下，貞觀13年2月26日（871年3月20日）升從四位上，貞觀16年3月14日（874年4月4日）升正四位下，元慶3年6月23日（879年7月16日）升至正四位上。最終，天石門別八倉比賣神社在元曆2年3月3日（1185年4月4日）升至正一位。
一宮方面，神社的一宮機能來自於上一宮大粟神社，在南北朝時代時轉移至鄰近於細川氏守護所的大麻比古神社。根據收錄於《史料纂集》的《山科家禮記》文明9年9月30日（1477年11月5日）條記載為「下之一宮」，文明13年正月16日（1481年2月14日）條則記載上一宮大粟神社與一宮神社雖然分為上下，但是本為同一神社，均為阿州一宮。因此，上一宮大粟神社、大麻比古神社以至八倉比賣神社也被視為阿波國一宮。
戰國時代末期，一宮城城主一宮成助與長宗我部氏聯手對抗三好氏，在中富川之戰後遭到長宗我部氏殺害，神社也隨之衰退。天正13年（1585年），蜂須賀家政入主阿波，並且以一宮城為根據地。神社也因此受到蜂須賀氏保護，不但修復社殿，又獻上神事費用、神馬以及繪有蜂須賀家家紋的雪洞等等，並且定下由一宮城城主的後裔世襲一宮大宮司，還將歷任一宮城城主作為若宮明神來供奉。享保15年（1730年），根據《寺社領相記帳》記載，神社的祭禮神馬領為米約2石。在江戶時代中期，根據收錄於《續徵古雜抄》的《一宮大明神輿勸進帖序》記載，神社的神輿和神樂均已經中斷。《寬保改神社帳》則記載，神社的神主是一宮村的笠原藤內，宮坊是大坊（大日寺）。此外，根據《四國遍路日記》記載，神社在江戶時代時是四國八十八箇所的第13處，本地佛是相傳由行基製作的十一面觀音，明治維新後轉移至大日寺。
1873年，神社獲列為鄉社，1907年10月5日列為神饌幣帛料供進社，1942年升為縣社。1954年8月6日，由神社管理的一宮城獲指定為德島縣指定文化財。1993年4月20日，神社本殿以及九塊棟札獲指定為重要文化財。

## 境內
- 本殿
- 鳥居

根據《府縣鄉社明治神社誌料》記載，神社境內面積達888坪（約2935.54平方）以及上地林3反7畝12步（約3709.09平方），《神社名鑑》和《全國神社名鑒》則指是4472坪（約14783.47平方）左右。本殿佔地6坪（約19.83平方），《神社名鑑》和《全國神社名鑒》稱是權現造，文化廳則指是三間社流造，正面設有千鳥破風和向唐破風造向拜，由蜂須賀忠英在寬永7年（1630年）建成，境內社則有若宮神社、秋葉神社、天神社、猿田彥神社和宗像神社等10座。

## 註解
1. ↑  鬼籠野現為德島縣名西郡神山町鬼籠野（日语：鬼籠野村）[2]。

## 外部連結
- . 德島縣觀光聯盟.   [2023-05-10]. （原始内容存档于2021-12-09） （日语）.
- . 德島市.   [2023-05-10] （日语）.